# Alfen (Borchen)
Alfen ist der westlichste der fünf Ortsteile der Gemeinde Borchen im Kreis Paderborn in Nordrhein-Westfalen. Die aktuelle Postleitzahl lautet 33178, die alte Postleitzahl von Alfen ist 4799 (davor 4791).

## Geografie
Alfen liegt an der Grenze von Hellwegraum und Paderborner Hochfläche und wird von der Alme durchflossen.
Im Südwesten und Westen grenzt Alfen an den Salzkottener Ortsteil Niederntudorf, im Norden an den Paderborner Stadtteil Wewer, im Osten und Süden an die Borchener Ortsteile Nordborchen, Kirchborchen und Etteln.

## Geschichte

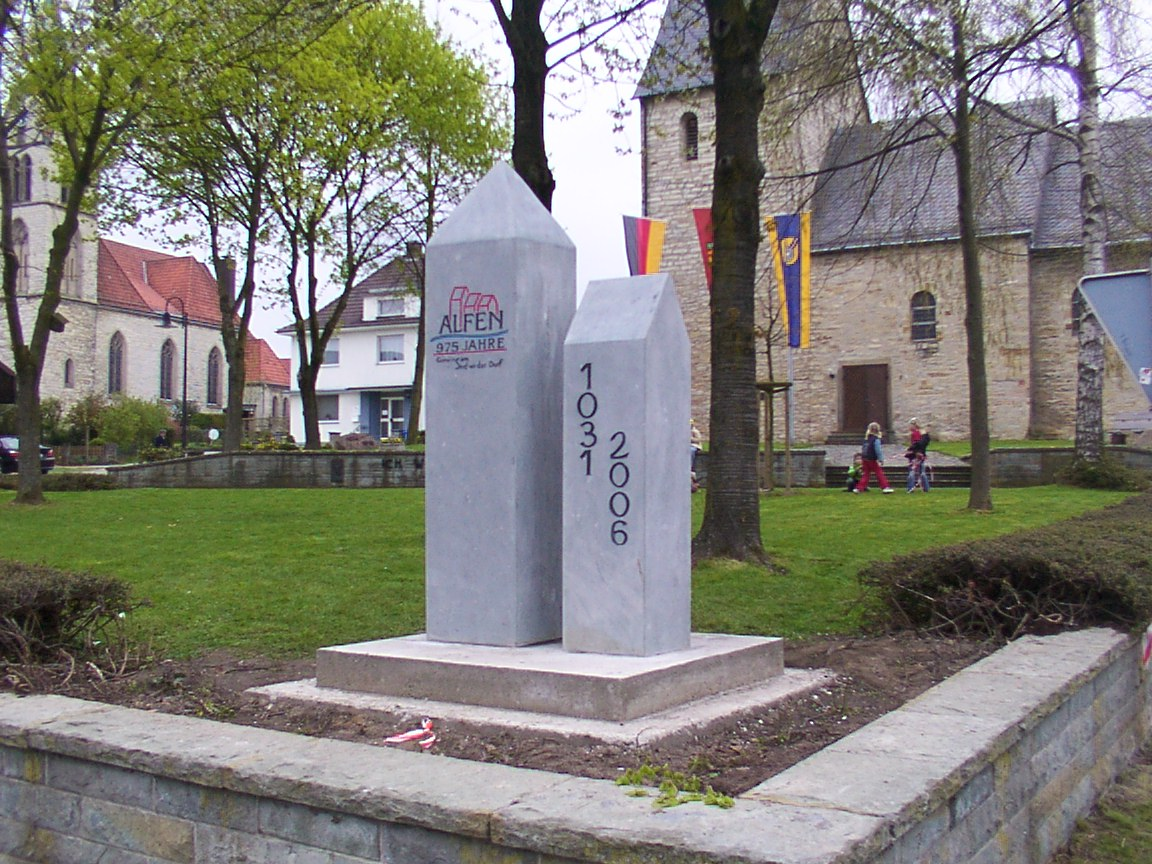
Denkmal zur 975-Jahr-Feier im Jahr 2006 an der Pfarrkirche

### Ersterwähnung und Ortsname
1031 schenkte Kaiser Konrad II. seine Güter zu „Alflaan“ der Kirche zu Paderborn. Dies ist die erste urkundliche Erwähnung des Ortes, auch wenn er wahrscheinlich älter ist. Der Name wird als ‚bei dem Gehölz auf weißem Kalkboden‘ oder als ‚bei dem Gehölz des oder der Alben‘ gedeutet.

### Territoriale Zugehörigkeit und Verwaltung
Alfen gehörte seit seiner Gründung zur weltlichen Herrschaft des deutschen Bistums Paderborn, ursprünglich im Herzogtum Sachsen. Ab dem 14. Jahrhundert bildete sich das Territorium Hochstift Paderborn im Heiligen Römischen Reich, ab dem 16. Jahrhundert dem niederrheinisch-westfälischen Reichskreis zugehörig.
1802/03 wurde das Hochstift vom Königreich Preußen in Besitz genommen. 1807 musste Preußen alle linkselbischen Territorien abgeben und das Gebiet gehörte von 1807 bis 1813 zum Königreich Westphalen. Die Gemeinde Alfen gehörte in dieser Zeit zum Kanton Kirchborchen des Distrikts Paderborn. 1813 fiel Alfen wieder an Preußen und kam 1815 zum neuen Regierungsbezirk Minden in der neuen Provinz Westfalen. 1816, bei der Bildung der neuen Landkreise, kam Alfen zum Kreis Paderborn, in dem es zum Amt Kirchborchen gehörte.
Am 1. Juli 1969 schloss sich Alfen mit Nordborchen und Kirchborchen zur neugebildeten Gemeinde Borchen zusammen. Am 1. Januar 1975 kamen auch Etteln und Dörenhagen hinzu.

## Politik

### Ortsvorsteher
- 1975 bis 1989 Bernhard Hüster
- 1989 bis 2008 Josef Lüke
- seit 2008 Konrad Hansmeier

Ortsvorsteher von Alfen ist Konrad Hansmeier (CDU). Bei der letzten Kommunalwahl 2004 geben die Alfener Bürger ihre Stimmen bei der Wahl zum Borchener Gemeinderat wie folgt ab:
- CDU 57,19 %
- SPD 32,14 %
- Freie Wählergemeinschaft Borchen (FWB) 8,34 %
- Borchener Bürger Union (BBU) 2,33 %

### Wappen

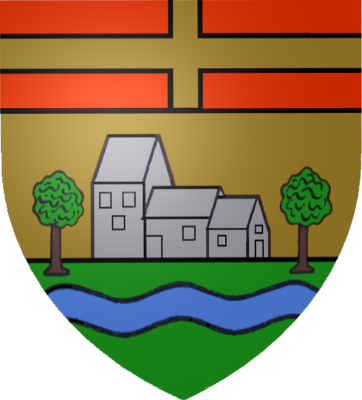
Altes Wappen von Alfen

Im roten Schildhaupt ein durchgehendes goldenes Kreuz. Im goldenen Schild die alte Pfarrkirche St. Walburga, zwischen zwei Bäumen, die aus dem grünen Schildfuß mit einem blauen Wellenbalken wachsen.

### Städtepartnerschaft
Alfen unterhält eine Jumelage mit der französischen Gemeinde Noyen-sur-Sarthe im Département Sarthe. Sie wird im Wesentlichen vom Deutsch-Französischen Freundschaftskreis und vom Sportverein getragen. Im Juni 2000 unterzeichneten der Borchener Bürgermeister Heinrich Schwarzenberg und der Alfener Ortsvorsteher Josef Lüke in Noyen-sur-Sarthe für die deutsche Seite die Partnerschaftsurkunden.

## Wirtschaft und Infrastruktur

### Verkehr
Der Flughafen Paderborn/Lippstadt mit Verbindungen nach München, in den Mittelmeerraum und auf die Kanaren liegt keine 10 km von Alfen entfernt. Hierbei führt die Anfluggrundlinie der Landebahn 24 direkt über Alfen, was zur Gründung einer Bürgerinitiative gegen Nachtflüge führte.
Etwa sechs Kilometer entfernt liegt der Flugplatz Paderborn-Haxterberg, auf dem allgemeine Luftfahrt und Segelflug betrieben werden.
Der Autobahnanschluss Borchen – gelegen zwischen Alfen, Nord- und Kirchborchen – an der A 33 (Bad Wünnenberg–Paderborn–Bielefeld) liegt nur 9 km nördlich vom Autobahnkreuz Wünnenberg-Haaren mit der A 44 Dortmund–Kassel. Die südliche Verlängerung der A 33 über das Autobahnkreuz hinaus ist die B 480 in Richtung Brilon–Winterberg.
Eine an Werktagen halbstündlich verkehrende Buslinie der BahnBus Hochstift GmbH (BBH) verbindet Alfen über den Sitz der Gemeinde in Kirchborchen mit der Kreisstadt Paderborn. Die Linie in das benachbarte Wewer ist mittlerweile sehr stark eingeschränkt auf nur noch wenige Kurse pro Tag. Die Verbindung über den Flughafen Richtung Büren gibt es nicht mehr.
Ein erwähnenswerter Punkt im Bereich des Verkehrswesens ist, dass es im Ort Alfen keine Ampel gibt.
Die zwischenzeitlich stillgelegte Strecke der Almetalbahn Paderborn-Büren wurde 1999 von einem privaten Verein für Touristenfahrten an Wochenenden in den Sommermonaten reaktiviert. Zum 1. Juli 2006 folgte die erneute Stilllegung und kurz darauf die Demontage und der Verkauf der Schienen, die Strecke wurde jedoch nicht entwidmet.

### Landwirtschaft
Alfener Bauernhäuser und ihre Bewohner sind zusammengestellt in Heinrich Bielemeyer, Chronik Alfener Familien, alte Häuser und ihre Bewohner.
Nach Aufgabe des an der Alme gelegenen adeligen Klinkenhofes entstand um 1812 am Kleinen Hellweg aus einer ehemaligen Ziegelei das Gut Wilhelmsburg, von wo aus die in der Alfener Flur gelegenen Flächen des letzten Freiherrn von Imbsen aus Wewer bewirtschaftet wurden. Im Jahr 1817 wurde der Resthof Klinke in Alfen an einen Herrn Kruse verkauft.

### Ansässige Unternehmen
Im Ortszentrum ansässig sind die BBL-Software GmbH und die Sifrin-Bau-GmbH.
Das größte Gewerbegebiet der Gemeinde Borchen liegt innerhalb der Gemarkung Alfen am südlichen Ortsrand direkt an der oben genannten Autobahnabfahrt Borchen. Beispielhaft seien hier genannt die OTNI GmbH (Blech-/Metalltechnik) und die BioTec-Klute GmbH (Schädlingsbekämpfung).
Im Ort sind die Sparkasse Paderborn und die Volksbank Elsen-Wewer-Borchen mit je einer Filiale ansässig.

### Öffentliche Einrichtungen
Für öffentliche Veranstaltungen stehen die Schützenhalle, das Bürgerhaus und das 1978 eingeweihte Sportheim des SV Rot-Weiß Alfen zur Verfügung. Im Ort gibt es ein Feuerwehrhaus und einen Löschzug der Freiwilligen Feuerwehr Borchen.

### Bildung
In Alfen gibt es einen Kindergarten, eine Grundschule und eine katholische öffentliche Bücherei.

## Religion

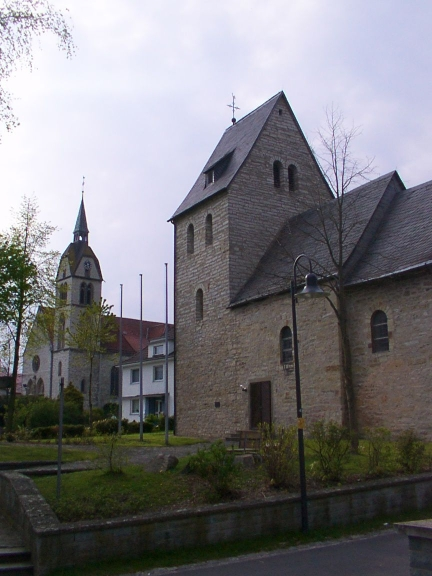
Alfen: alte und neue Pfarrkirche St. Walburga

Von den etwa 1900 Einwohnern Alfens sind 70 % katholisch und 22 % evangelisch; die übrigen 8 % gehören einer anderen oder keiner Religionsgemeinschaft an. Für die genannten Katholiken gibt es die Pfarrgemeinde St. Walburga innerhalb des Pastoralverbundes Borchen des Dekanats Paderborn des Erzbistums Paderborn; die genannten Protestanten gehören zur Ev.Luth. Stephanus-Kirchengemeinde Borchen im Kirchenkreis Paderborn der Evangelischen Kirche von Westfalen.

## Kultur und Sehenswürdigkeiten

### Bauwerke
Wahrzeichen des Ortes ist die kleine, auch im Ortswappen abgebildete alte Pfarrkirche St. Walburga aus dem 13. Jahrhundert, vielleicht ist sie auch älter. Es handelt sich um eine romanische Wehrkirche mit bedeutenden staufischen Fresken. In der Barockzeit wurde der Eingang neu gestaltet. Heute wird die Kirche als Versammlungsort und Jugendtreff benutzt.
Direkt benachbart ist die neugotische neue Pfarrkirche St. Walburga, die errichtet wurde, nachdem die alte zu Ende des 19. Jahrhunderts zu klein geworden war. Grundsteinlegung war am 22. Juli 1906, Einweihung am 13. Oktober 1907. Diese Kirche enthält eine wertvolle gotische Sandsteinmadonna der Zeit um 1420 im rechten Seitenschiff und eine spätgotische bemalte Holzfigur des heiligen Meinolf an der Westwand des Chorraumes. Ein kelchförmiger Taufstein im Renaissancestil steht heute vorn im linken Seitenschiff; früher befand er sich in der alten Pfarrkirche.
Den Ortskern prägen heute noch Fachwerk- und Bruchsteingiebel.

### Sport
Der Sport im Dorfe wird im Wesentlichen vom SV Rot-Weiß Alfen getragen, wichtigste Sportstätte ist die Eschenkampfbahn, an der sich das Sportheim des Vereins befindet. Hinzu kommt die Sporthalle der Grundschule. Der SV wurde zunächst als Fußballverein gegründet, hinzu kommen heutzutage die Abteilungen Turn- und Breitensport, Volleyball und Tischtennis.

### Schützenwesen
Die St. Hubertus Schützenbruderschaft Alfen besteht aus den vier Kompanien West-, Ost- und Südkompanie und den Jungschützen. Weiter gehören zum Schützenverein eine Fahnenschwenkerabteilung, die Schießsportabteilung und der Spielmannszug Alfen.